# Symptothermie
 (octobre 2022).
Si vous disposez d'ouvrages ou d'articles de référence ou si vous connaissez des sites web de qualité traitant du thème abordé ici, merci de compléter l'article en donnant les références utiles à sa vérifiabilité et en les liant à la section « Notes et références ».

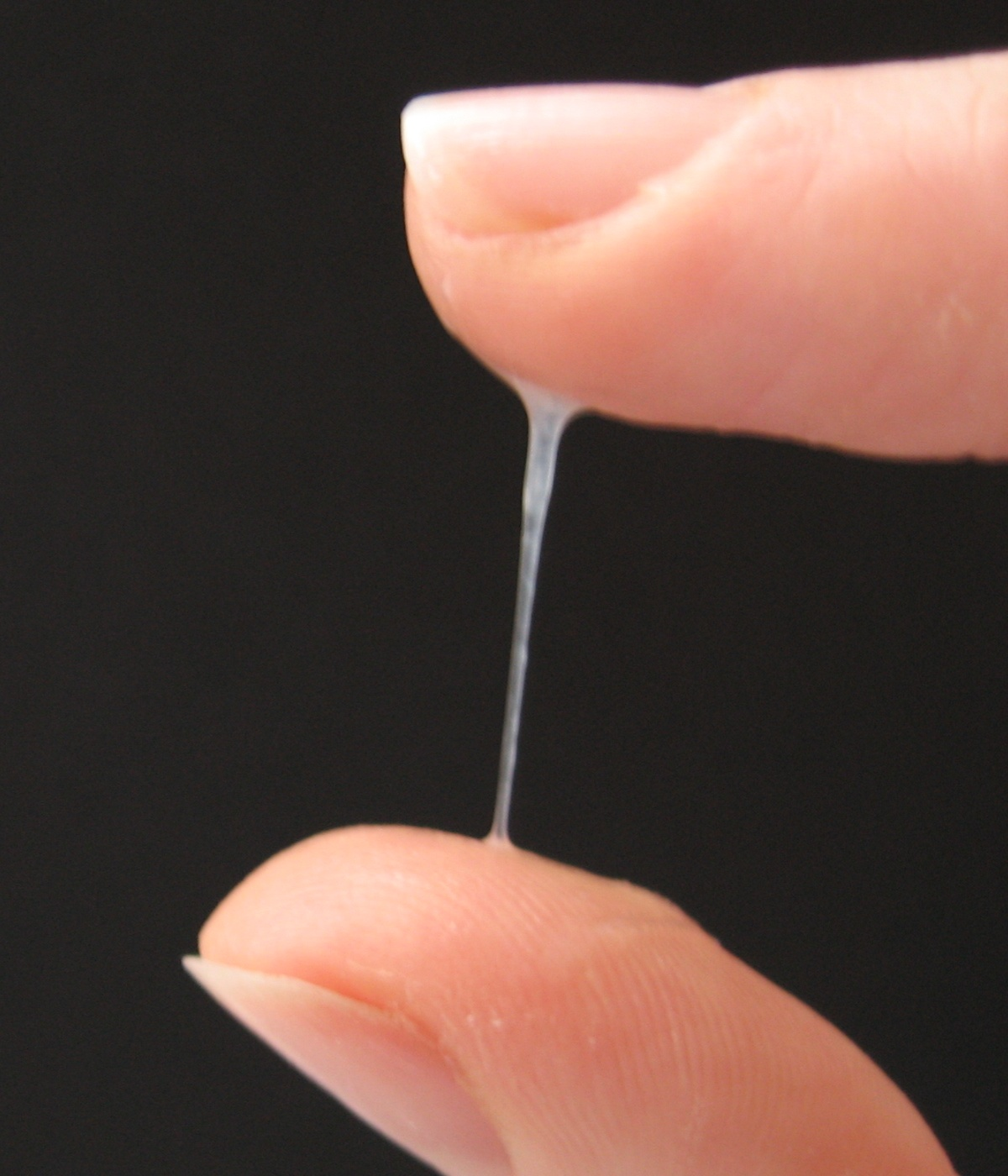
Mucus

La méthode symptothermique ou symptothermie est une méthode d'observation du cycle féminin qui a pour but la planification familiale naturelle. Elle est différente de la méthode des températures ou de méthodes de la glaire (Billings ou FertilityCare). L’approche symptothermique, comme son nom l'indique, se base sur deux critères (sympto et thermie) contrairement aux méthodes citées précédemment. Elle permet de détecter l'ovulation et donc les périodes de fertilité féminine. Elle peut donc être utilisée pour favoriser les grossesses et/ou comme méthode contraceptive naturelle/écologique.
Il existe plusieurs variantes dans la méthode, qui sont référencées par des marques différentes selon les instituts de formation :  MAO ou Cyclamen  (méthode d'auto-observation enseignée par le CLER en France), Sensiplan (méthode internationale enseignée en Allemagne, en France, en Belgique, en Suisse, aux Pays-Bas, en Slovénie et en Hongrie), Sympto en Suisse, Iner-Rötzer en Suisse et sur sa zone limitrophe française (l'autrichien Pr Rötzer est le précurseur à l'origine de toutes les méthodes symptothermiques) ou encore Serena Québec, (école strictement canadienne présente aussi dans la zone anglophone), pour les écoles francophones. On notera que Eden Fertilité (Suisse) est la seule école francophone qui est affiliée à l'AFAP, un organisme reconnu par les professionnels de santé aux États-Unis. Elle transmet la méthode Sensiplan.
Les différences entre méthodes concernent principalement la manière de codifier et d'interpréter les données.

## Description
La symptothermie peut être utilisée tout au long de la vie reproductive de la femme, incluant les périodes d’allaitement et de préménopause. Son apprentissage procure aux femmes une connaissance plus complète de leur propre corps, une confiance en elles et une grande autonomie dans la gestion de leur fertilité. Cette méthode peut être utilisée par des femmes seules, ou bien au sein du couple.
L’utilisation de la symptothermie demande d’observer et de noter quotidiennement, sur un graphique, les signes de fertilité féminine 
- la température au réveil ;
- les caractéristiques de la glaire cervicale et/ou, selon la méthode, celles du col de l’utérus.

La combinaison d'au moins deux de ces observations permet alors d'identifier trois phases du cycle :
- infertilité préovulatoire relative ;
- fertilité faible et forte ;
- infertilité postovulatoire certaine.

La fenêtre de fertilité dure environ huit jours. Elle se calcule en tenant compte de la durée de vie des spermatozoïdes dans la glaire cervicale, soit environ cinq à six jours, et la durée de vie de l'ovule dans la trompe utérine, soit 12 à 24 heures, donc environ un jour. Elle s'ouvre lorsque la femme repère l'arrivée de la glaire. Lors de la fenêtre de fertilité la glaire est blanche et très filamenteuse. La fermeture de la fenêtre de fertilité est déterminée grâce aux deux critères (glaire et température). Lors de la prise de température chaque matin cette dernière ne baisse et n'augmente pas tellement. Mais après l'ovulation, la température augmente. La glaire change également et perd sa fluidité et son élasticité. Suivant les règles propres à chaque école, la fenêtre de fertilité se ferme lorsque les critères de glaire et de température indiquent que l'ovulation a bien eu lieu.
La femme ou le couple choisit d’avoir ou non des relations sexuelles pendant la période fertile, selon son désir d’éviter ou de favoriser une grossesse. Dans le cas où les personnes veulent éviter une grossesse l'utilisation du préservatif est fortement recommandée lors de relations sexuelles pendant la fenêtre fertile. Une fois que la femme se trouve dans la fenêtre d'infertilité, il n'est plus nécessaire d'utiliser de préservatif afin d'éviter des grossesses non désirées (cette méthode ne permet donc pas de se protéger contre les maladies sexuellement transmissibles contre lesquelles l'utilisation du préservatif est nécessaire à chaque rapport). Certaines méthodes autorisent l'arrêt des observations, une fois la fenêtre de fertilité fermée.

## Efficacité
L'efficacité est mesurée avec l'indice de Pearl. Dans la mesure où il existe plusieurs méthodes symptothermiques qui présentent des variations dans les règles d'application et d'interprétation, il est difficile de donner un indice de Pearl pour l'ensemble des méthodes symptothermiques, notamment car certaines méthodes symptothermiques n'ont pas d'études prouvant leur efficacité. Il faut de plus faire attention au fait que "la symptothermie "est souvent associée aux méthodes d'observation de la fertilité en général qui incluent des méthodes naturelles moins fiables comme la méthode Ogino ou le retrait. Par exemple, dans la publication de 2013 de la Haute Autorité de Santé l'indice de Pearl mentionné pour les méthodes naturelles est de 0,4 pour la méthode symptothermique en utilisation correcte et régulière, mais monte à 8 en utilisation courante (pour l'ensemble des méthodes naturelles).
Les études académiques qui ont permis d'établir un indice de Pearl de la méthode symptothermique s'appuient largement sur les données statistiques de plus de 17 000 cycles fournies par le groupe de travail PFN (Planning Familial Naturel) allemand (Arbeitsgruppe NFP) de l'ordre souverain de Malte Allemagne, en collaboration avec les universités de Düsseldorf et Heidelberg, et se basent sur la méthode Sensiplan. L'efficacité de cette méthode correspond à un indice de Pearl est de 0,4 en usage parfait et de 1,8 en usage typique. Pour comparaison, selon l'organisation mondiale de la santé, l'indice de Pearl de la pilule est de 0,3 en usage parfait et de 7 en usage typique. Les défaillances liées à la méthode Sensiplan elle-même se sont toutes produites dans la première phase du cycle, liées alors à une ovulation plus précoce non prévisible. Une étude de 1997 a ensuite démontré qu'il n'y a pas de différence significative entre l'emploi d'une méthode de barrière pendant les jours fertiles et la pratique de l'abstinence.
Il faut noter que ces études ont été effectuées auprès de population utilisant une notation et une interprétation manuelle : des erreurs de report de notation ou d'interprétation peuvent être intervenues. Actuellement, une grande partie des utilisatrices ont recours à des applications éditant leur graphique avec ou sans interprétation automatique, ce qui pose aussi la question de la fiabilité des interprétations automatiques. Plusieurs études,ont été diligentées par "Facts for fertility", un groupement de médecins américains sur la fiabilité d'interprétation des applications (sachant que ces études n'évaluent pas la fiabilité de la méthode, mais uniquement la précision à laquelle l'application applique les règles de la méthode en question). Pour toute application, il est donc important de vérifier et de questionner l'interprétation automatique par la compétence de l'utilisatrice.

## Intérêts et inconvénients
Les avantages de cette méthode sont son efficacité et ses aspects écologique et économique.
Elle est fondée sur la coopération du couple. Elle est moins efficace sans l’acceptation et l’engagement continu des deux partenaires.
Elle permet également aux femmes de mieux connaître leur corps et se reconnecter à soi-même.
L’utilisation de la méthode symptothermique permet une meilleure connaissance du cycle féminin, de son ovulation, prédire les menstruations. Avec cette méthode d'observation de la fertilité, il est possible de détecter les causes possibles d’infertilité, de découvrir les irrégularités du cycle, de détecter les premiers symptômes de la préménopause.
L'approche symptothermique demande un temps d'apprentissage. La période d’apprentissage requiert un minimum de trois à six cycles pour apprendre à identifier correctement la période fertile, appelée « fenêtre de fertilité ».

## Groupes associés
Le CLER Amour et Famille est une association française chrétienne qui propose une méthode naturelle de régulation des naissances fondée sur l'auto-observation appelée MAO. La méthode a été rebaptisée "Cyclamen" et des dissidentes ont créé le mouvement "Méthode M'" à partir de cette méthode.
Seréna Québec est un OBNL (organisme à but non lucratif) situé à Montréal et présent dans plusieurs régions du Québec, qui offre l'enseignement gratuit de la méthode symptothermique, de même qu'un suivi assuré par un médecin-conseil.
L'association francophone Planning Familial Naturel, localisée à Bruxelles, enseigne la méthode internationale Sensiplan développée par les universités allemandes depuis les années 1980. Ses formateurs certifiés sont en Belgique, en France et en Suisse et suivent une méthode pédagogique interactive définie par le groupe de travail du PFN allemand (Arbeitsgruppe NFP). Le manuel de la méthode Naturel et fiable, traduit de l'allemand, permet un apprentissage de la méthode en autodidacte. Toutefois l'association recommande de suivre une formation pendant trois cycles avec un formateur certifié.
La fondation suisse SymptoTherm a développé « l'école sympto », un perfectionnement de la méthode Sensiplan enrichie avec l’approche INER Rötzer et introduit la notion d’élixir post ovulatoire avec double contrôle strict. Elle y ajoute un tableau des cas interprétables et une application interprétative totalement fiable à la méthode (évaluation effectuée par Facts for Fertility, voir plus haut). La méthode Sensiplan étant intégrée et renforcée, la fiabilité de la symptothermie lui est au moins égale. La symptothermie est décrite dans le manuel « la symptothermie complète » de Christine Bourgeois, Harri Wettstein et Pryska Ducoeurjoly. Un réseau international de conseillères appuie l’apprentissage des utilisatrices vers l’autonomie.
En plus de ces grandes écoles francophones et germanophones, une dizaine d’autres écoles existent dans le monde. Elles sont présentes dans le monde anglophone, surtout dans les sphères catholiques. Leurs règles d’interprétation sont très variables, les déconnectant parfois fortement des taux d’efficacité reconnus pour les méthodes Rötzer et Sensiplan 